# Cabane Vauban
Corps de garde de Carolles
La cabane Vauban est le nom donné à un corps de garde qui se dresse sur le territoire de la commune française de Carolles, dans le département de la Manche, en région Normandie.
La cabane de Carolles, datée de la toute fin du XVIIe siècle, fait partie des bâtiments de ce type construits dans le département de la Manche dont une douzaine sont conservés et visitables de nos jours dont celle de Champeaux à 1,8 km au sud.

## Localisation
La cabane Vauban est située au sommet de la falaise, sur le « chemin des douaniers », surplombant la baie de Granville jusqu'à la pointe de Cancale, à Carolles, dans le département français de la Manche.

## Historique
La cabane est signalée comme ruinée en 1734. Elle fut occupée par les douaniers jusqu'au début du XXe siècle.
Son toit a été refait en 1953 et ses murs ont été restaurés en 1990.

### Les cabanes Vauban de la Manche
Les corps de garde côtiers s'inscrivent parmi une série de constructions voulues par Sébastien Le Prestre de Vauban à la fin du XVIIe ou au début du XVIIIe siècle,, pour surveiller et défendre les côtes. Pour l'Avranchin, leur construction est confiée à l'ingénieur Ricard en 1699. En 1705, on dénombrait 13 capitaineries ayant la charge de 70 corps de garde.
Les capitaineries ont été supprimées en 1738 et les cabanes désaffectées en 1815. Certaines ont été utilisées pour le réseau télégraphique, d'autres comme cabanes de douaniers. Elles ne figurent pas sur les cartes d'état-major de 1839.
D'autres corps de gardes, plus ou moins ruinés, sont visibles, en bord de mer, sur les communes de Saint-Jean-le-Thomas, Champeaux, Saint-Germain-sur-Ay, La Pernelle, Les Veys, Granville, Gouville-sur-Mer, Doville…
En septembre 2021, a été lancée la reconstruction du corps de garde de Bouillon à Jullouville, dans le cadre de la sauvegarde et de la préservation du patrimoine pour un coût de 80 000 € hors taxes.

## Description
Témoins d'un polylithisme discret, les murs et le toit sont en moellons sombres de cornéenne, tandis que les pierres d’appareil, plus claires et massives, sont en granodiorite. Dotée d'une cheminée, elle a une porte, une fenêtre et un créneau de tir.